# Mamoea mandibularis
Mamoea mandibularis är en spindelart som först beskrevs av Bryant 1935.  Mamoea mandibularis ingår i släktet Mamoea och familjen Amphinectidae. Inga underarter finns listade i Catalogue of Life.